# Smaïl Slimani
Smaïl Slimani (ar. سماعيل سليماني; ur. 31 grudnia 1956 w Algierze) – algierski piłkarz grający na pozycji pomocnika. W swojej karierze rozegrał 3 mecze w reprezentacji Algierii.

## Kariera klubowa
Swoją karierę piłkarską Slimani rozpoczął w klubie USM Algier. Zadebiutował w nim w 1975 roku i grał w nim do 1982 roku. W sezonie 1980/1981 zdobył z nim Puchar Algierii. W 1982 roku wyjechał do Francji. W sezonie 1982/1983 grał w AC Arles. Z kolei w sezonie 1983/1984 był zawodnikiem Angers SCO. W latach 1984–1986 grał w FC Châlon-sur-Saône, a w latach 1986–1988 – w AS Moulins. W latach 1988–1990 był piłkarzem EDS Montluçon, w którym zakończył karierę.

## Kariera reprezentacyjna
W reprezentacji Algierii Slimani zadebiutował w 1979 roku. W 1980 roku powołano go do kadry na Puchar Narodów Afryki 1980. Na tym turnieju zagrał w dwóch meczach: grupowym z Gwineą (3:2), półfinałowym z Egiptem (2:2, k. 4:2). Z Algierią wywalczył wicemistrzostwo Afryki. W kadrze narodowej grał do 1980 roku. Wystąpił w niej 3 razy.